# 陳家聲工作室劇團
陳家聲工作室劇團（英文：Garsonplay Studio）是桃園市的一个中文戏剧团。創立於2014年7月18日，團長為徐宏愷。自2017年起，連三年獲選為桃園市傑出演藝團隊，同年以《阿北》一劇榮獲臺北藝穗節首獎「永真藝穗獎」。2020獲選為國藝會2020 Taiwan Top 演藝團隊。

## 作品

### 戲劇作品
| 首 演 日 期           | 演 出 地 點 | 劇 名                    | 編劇 / 導演                                         | 演 員                                                                                | 備 註 |
| 2013年9月5日至9日     | A House(2013)、高雄衛武營玩藝節(2014)、回桃看藝術節(2015)、桃園展演中心桃園鐵玫瑰小戲節(2015)、松菸文創園區松菸原創基地節(2015) | 《陳家聲個人演唱會》     | 編/導 徐宏愷                                        | 演員 1. 徐宏愷                                                                       | |
| 2014年3月13日至16日   | 思劇場(2013)、桃園市政府文化局演藝廳(2016)                                                                                      | 《封箱中請微笑》         | 編/導 徐宏愷                                        | 演員 1. 劉珊珊 2. 楊 閔 3. 徐宏愷                                                    | |
| 2016年4月3日至4日     | 中壢第一公有市場(2013) | 《宇宙之聲》             | 編/導 徐宏愷                                        | 演員 1. 黃宇琳 2. 徐宏愷                                                             | |
| 2016年11月12日及19日  | 前中壢商工銀行(第一銀行)(2016)、嘉義表演藝術中心草草戲劇節(2017)、高雄衛武營藝術祭(2017)                                        | 《賣完就沒了》（街區版） | 編/導 徐宏愷                                        | 演員 1. 賴盈螢 2. 徐宏愷                                                             | |
| 2017年5月12日及14日   | 松山文創園區LAB創意實驗室(2017)、中壢國立中央大學黑盒子劇場(2017)                                                               | 《賣完就沒了》           | 編/導 徐宏愷                                        | 演員 1. 賴盈螢 2. 戴秀穎 3. 張智一 4. 蔡嘉茵 5. 徐宏愷                               | |
| 2018年6月22日至7月1日 | Ruth C. Coffee 茹絲咖啡(2018)、中壢五號倉庫藝文基地(2018)、嘉義表演藝術中心草草戲劇節(2019)、高雄衛武營《小時光》系列(2019)     | 《Love注入～戀戀得來速》 | 編/導 徐宏愷                                        | 演員 1. 王夢琦 2. 吳子齊 3. 黃士豪 4. 苗廣雅 5. 徐宏愷                               | |
| 2018年9月2日至10日    | Woolloomooloo Out West(2017)、廣藝基金會(2018)、中壢五號倉庫藝文基地放閃加演(2018)                                              | 《阿北》                 | 編/導 徐宏愷                                        | 演員 1. 王夢琦 2. 吳子齊 3. 邱逢樟/徐宏愷 4. 黃士豪 5. 董舒文/苗廣雅 6. 張敦智       | |
| 2018年10月19日至21日  | 中壢五號倉庫藝文基地(2018)、大稻埕戲苑(2020)                                                                                    | 《藍衫之下》             | 導演/ 徐宏愷 編劇/ 張敦智、黃洛瑤、司徒嘉慧、徐宏愷 | 演員 1. 余彥芳 2. 彭若萱 3. 曾歆雁 4. 林依淇                                         | |
| 2019年11月9日至11日   | 中壢五號倉庫藝文基地(2019)、文山劇場(2020)                                                                                      | 《宇宙之聲 ON AIR》      | 編/導 徐宏愷                                        | 演員 1. 王詩淳 2. 呂寰宇                                                             | |
| 2020年9月2日至9日     | 納豆劇場(2020) | 《陳家聲2人演唱會》      | 編/導 徐宏愷                                        | 演員 1. 王意萱 2. 徐宏愷                                                             | 製作團隊 1. 音樂總監｜高竹嵐 2. 作曲｜高竹嵐、魏安妮 3. 視覺設計｜歐陽文慧 4. 舞台監督｜林維辰 5. 歌唱指導｜吳佳祐 |
| 2020年11月20日至23日  | 西門紅樓(2020) | 旋律劇創世紀《黃金人生》 | 導演/ 徐鈺荃 編劇/ 陳彥瑋、徐宏愷                   | 演員 1. 黃士勛 2. 徐宏愷 3. 張智一 4. 呂寰宇 5. 王詩淳 6. 張雅筑 7. 吳子齊           | 製作團隊 1. 作曲｜吳子齊 2. 編曲｜陳君祺 3. 導演｜徐鈺荃 4. 導演助理｜于子毅 5. 舞台設計｜言行 6. 燈光設計｜陳大再 7. 視覺統籌｜進擊的美編 8. 視覺設計、周邊商品開發｜JJ888蔡語彤 9. 服裝設計｜王瑞璞 10. 歌唱指導｜吳佳祐 11. 編 舞｜張雅筑 12. 宣傳照彩妝｜張義宗、朱璐 13. 宣傳照髮型｜張義宗 14. 宣傳照攝影｜糖口工作室:孕寫真/人像創作/形象照 15. 演出妝髮｜林羽黎、江亞奇 16. 舞臺監督｜許正蕾 17. 行政總監、便當設計｜劉醇遠 18. 行政製作｜邱子謙 19. 行銷宣傳｜五口創意工作室 |
| 2020年12月9日至10日   | 信誼好好生活廣場-知新劇場(2020)                                                                                                 | 《馬文才怎麼辦》一番鮮搾 | 編/導 徐宏愷                                        | 演員 1. 姚坤君 2. 林微弋 3. 呂寰宇 4. 王夢琦 5. 苗廣雅 6. 邱逢樟 7. 吳子齊 8. 黃士勛 | 製作團隊 1. 燈光設計｜王宥珺 2. 視覺設計｜歐陽文慧 3. 服裝設計｜歐陽文慧、王瑞璞 4. 妝髮｜歐書廷、郭馥靈 5. 舞監｜許正蕾 6. 行政總監、便當設計｜劉醇遠 7. 行政製作｜邱子謙 |

## 獎項

### 演出奖项
| 年份 | 屆次               | 演出名稱                                                                                                | 獎項                         | 入圍                 | 結果 |
| ---- | ------------------ | --- | ---------------------------- | -------------------- | ---- |
| 2017 | 第十屆臺北藝穗節   | 《阿北》                                                                                                | 永真藝穗獎                   | 《阿北》             | 獲獎 |
| 2018 | 第十七屆台新藝術獎 | 《但是又何Night》 Miss Misery、七転演劇部、台北劇場實驗室、她的實驗室空間集、周能安暨眾等、陳家聲工作室 | 第三季提名                   | 《但是又何Night》    | 提名 |
| 2020 | 第十三屆臺北藝穗節 | 《陳家聲2人演唱會》                                                                                     | 喜劇／歌舞劇中的喜劇／歌舞劇 | 《陳家聲2人演唱會》  | 獲獎 |
| 2025 | 第一屆臺北劇場獎   | 《黃金人生 Crystal》                                                                                    | 最佳獨立精神獎               | 《黃金人生 Crystal》 | 提名 |

### 团队奖项
- 2017年-2019年，獲選桃園市傑出演藝團隊。
- 2020年，獲選國藝會109年度「演藝團隊年度獎助專案『TAIWAN TOP 演藝團隊』」。

## 外部連結
- 陳家聲工作室劇團的Facebook專頁
- 陳家聲工作室劇團的Instagram帳戶